# Diomus humilis
Diomus humilis är en skalbaggsart som beskrevs av Gordon 1976. Diomus humilis ingår i släktet Diomus och familjen nyckelpigor. Inga underarter finns listade i Catalogue of Life.